# Эсс, Александр
Александр Жан-Батист Эсс, также Гесс (фр. Alexandre Jean-Baptiste Hesse; род. 30 декабря 1806 года в Париже — умер 7 августа 1879 года в Париже) — французский художник. Сын художника Анри-Жозефа Эсса (1781—1849), портретиста и миниатюриста, а также племянник Николя-Огюста Эсса (1795—1869), художника, писавшего картины на исторические темы, лауреата Римской премии 1818 года.

## Биография
С раннего детства Александру Эссу была предопределена карьера художника. Его отец, портретист Анри-Жозеф Эсс, хотел, чтобы сын продолжил семейную традицию и стал живописцем. При этом пожелания юного Александра или наличие у него необходимых талантов отца не интересовали.
Александр Эсс начал обучаться рисунку в 1820 году в мастерской ландшафтного дизайнера Жана-Виктора Бертена. В следующем году юноша поступил в Школу изящных искусств Парижа. Его преподавателем стал Антуан-Жан Гро. В 1823 году Александр начал трудиться в мастерской своего дяди, художника Николя-Огюста Эсса.
Впервые работа Александра Эсса была показана в Парижском салоне в 1833 году. Это было полотно «Траурная церемония в память о Тициане, умершем в Венеции во время чумы в 1576 году». Картина имела успех у публики и принесла автору золотую медаль первого класса. После этого Эсс — в одном ряду с Полем Деларошем, Эженом Девериа и Жозефом-Николя Робером-Флёри — стал считаться одной из главных надежд французской живописи и новой художественной школы.
В период с 1833 по 1834 год, а затем с 1842 по 1847 год, Эсс предпринял несколько поездок в Италию. Он глубоко привязался к этой стране, и итальянские мотивы многократно встречались в творчестве художника. Александр близко подружился со швейцарским живописцем Луи-Леопольдом Робером, который оказал значительное влияние на темы картин Эсса.
После успеха своей первой картины Эсс получил несколько престижных заказов, в частности, от Музея истории Франции, созданного королём Луи-Филиппом I в Версальском дворце. Также поступили заказы на картины от Сената, Банка Франции и Галереи Аполлона дю Пале в Лувре. Монументальная живопись и пристальное внимание к мельчайшим деталям стали одной из основ в творчестве художника.
Помимо прочего, Эсс писал для крупных частных организаций и церквей, в том числе для дворца коммерции в Лионе (плафон «Апофеоз города Лиона» (1866—1870) на потолке одного из залов фондовой биржи). Кроме того, он принимал участие в росписи нескольких парижских церквей: часовни Святой Женевьевы при церкви Сен-Северин (1850—1852), часовни Сен-Франсуа-де-Саль при церкви Сен-Сюльпис (1854—1860), а затем трудился в церкви Сен-Жерве-Сен-Проте (1863—1867). В 1863 году Эсс украшал часовню церкви Шеври-ан-Серин в департаменте Сена и Марна.
В 1867 году его избрали членом французской Академии изящных искусств.
Александр Эсс скончался в Париже в 1879 году. Он похоронен на парижском кладбище Пер-Лашез.

## Основные работы
- «Траурные церемония в память о Тициане, умершем в Венеции во время чумы в 1576 году» (1833), Лувр, Париж
- «Возвращение Генриха IV в Лувр» (1837), национальный музей замка По
- «Жница с серпом» (1837), Нантский музей изобразительных искусств
- «Молодая девушка с корзиной фруктов» (1838), Нантский музей изобразительных искусств
- «Встреча Готфрида Бульонского с императором Алексеем I Комнином» (1842), Национальный музей Версальского дворца
- «Триумф Пизани» (1847), музей Пикардии, Амьен
- «Штурм Бейрута Амори II в 1197 году» (1848), Национальный музей Версальского дворца
- «Проповедь святого Франциска Сальского крестьянам Шабле» (1854—1860), церковь Сен-Сюльпис в Париже
- «Сен-Жерве и Сен-Прот отказываются приносить жертвы идолам» (1863—1867), церковь Сен-Жерве-Сен-Проте в Париже
- «Святой Амбруаз обнаруживает тела Сен-Жерве и Сен-Прота» (1863—1867), церковь Сен-Жерве-Сен-Проте в Париже
- «Доставка реликвий в Сен-Жерве» (1863—1867), церковь Сен-Жерве-Сен-Проте в Париже
- «Святая Женевьева раздаёт хлеб нищим», 1850 год, часовня Сент-Женевьев при церкви Сен-Северин в Париже
- «Апофеоз города Лиона» (1868—1870), Дворец коммерции Лиона

## Галерея

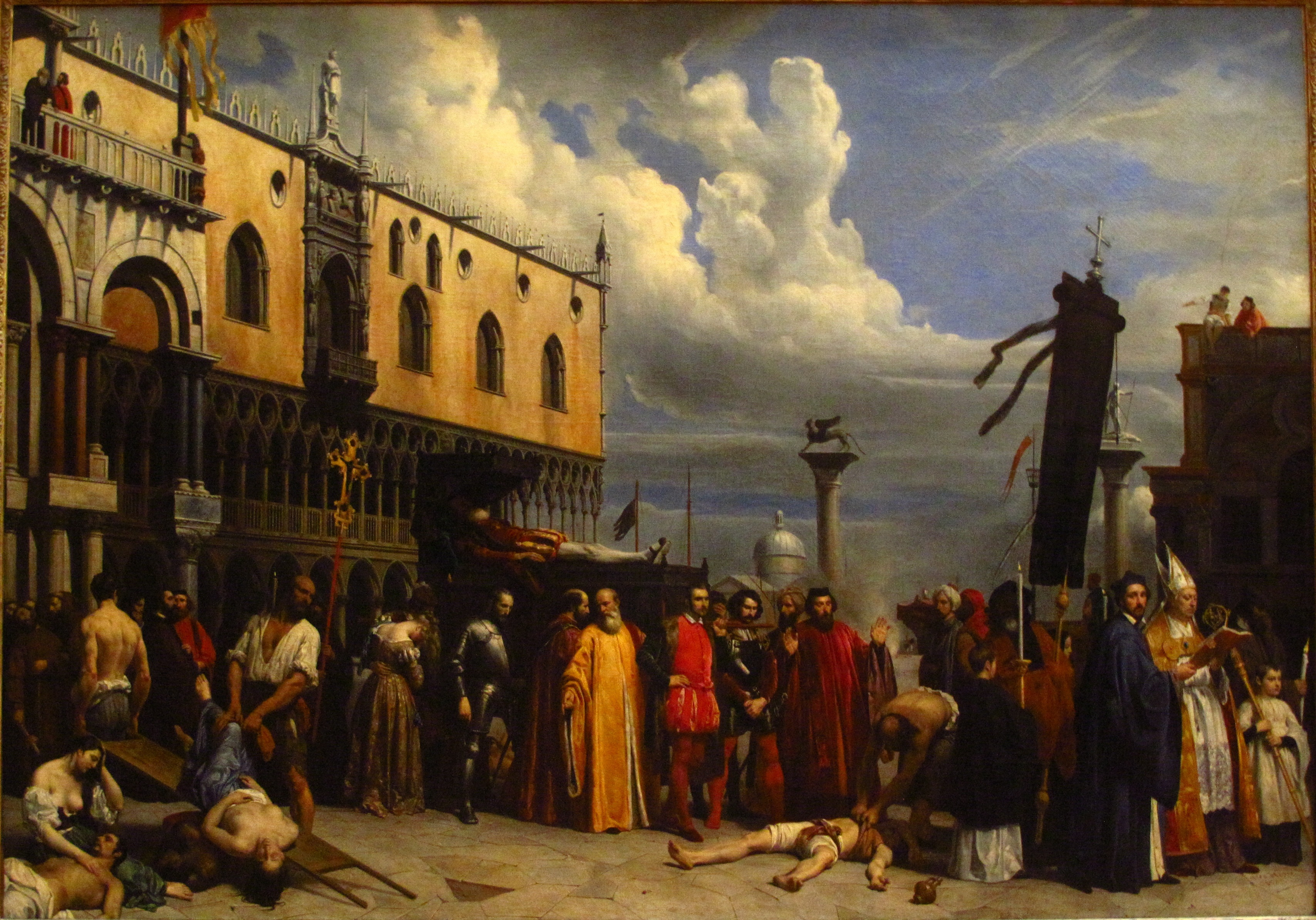
«Траурные церемония в память о Тициане, умершем в Венеции во время чумы в 1576 году»
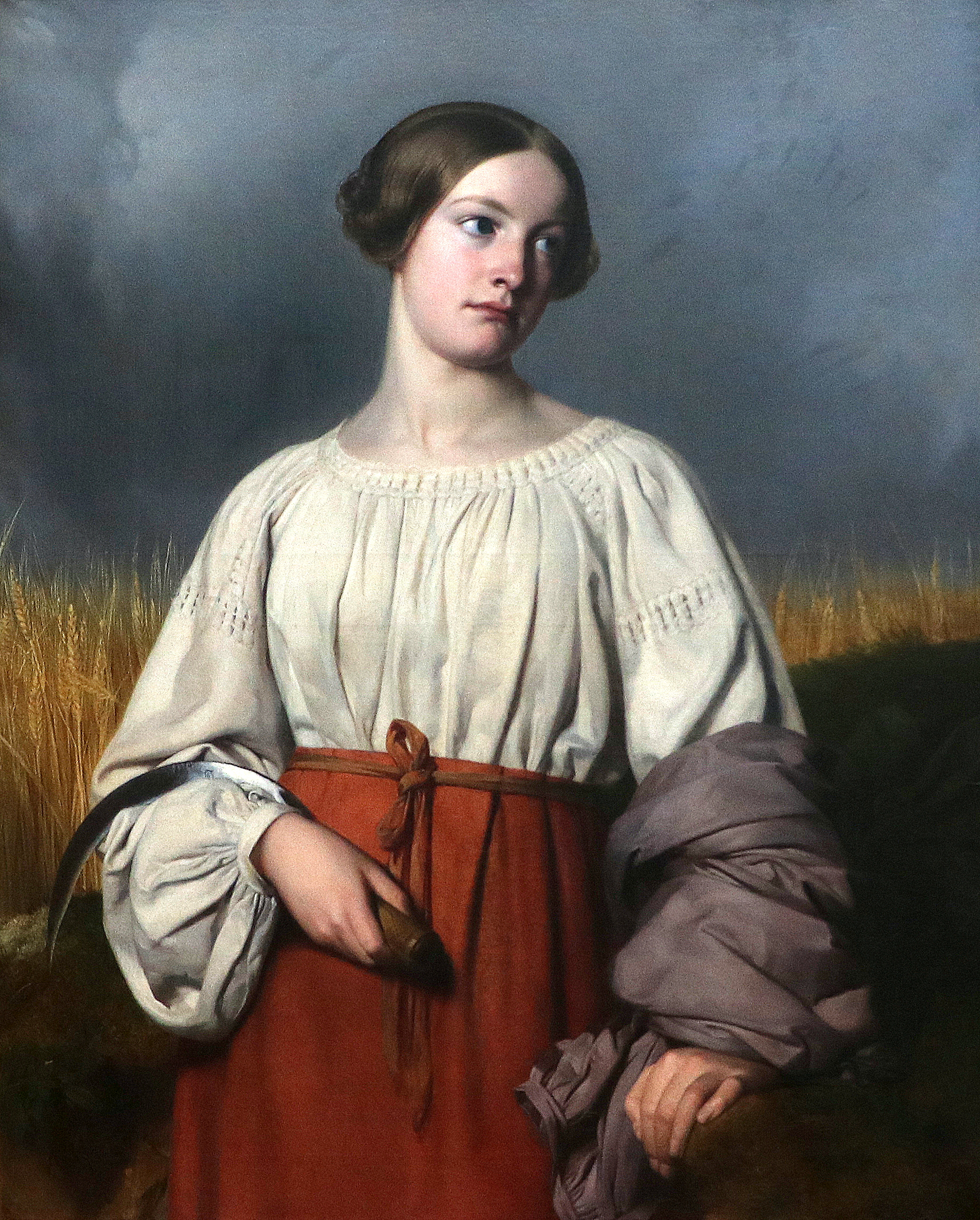
«Жница с серпом»
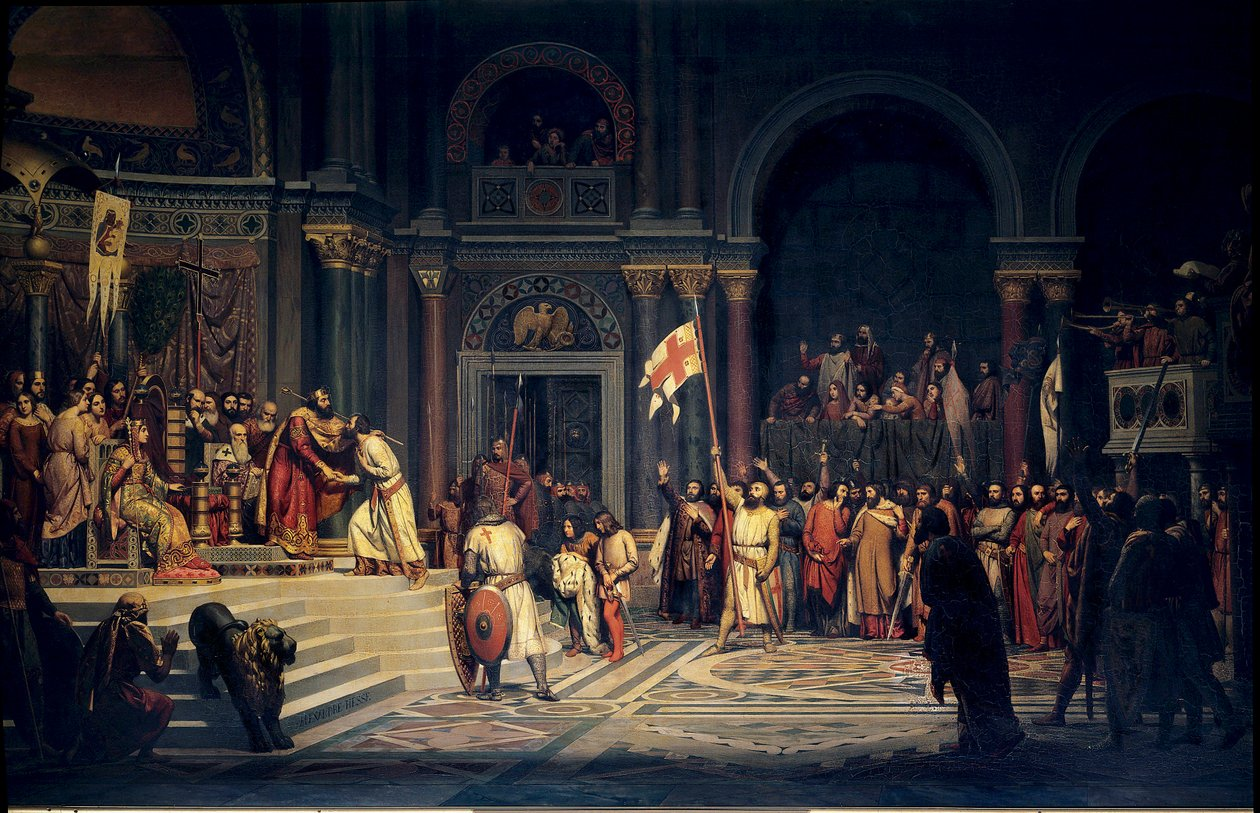
«Встреча Готфрида Бульонского с императором Алексеем I Комнином»
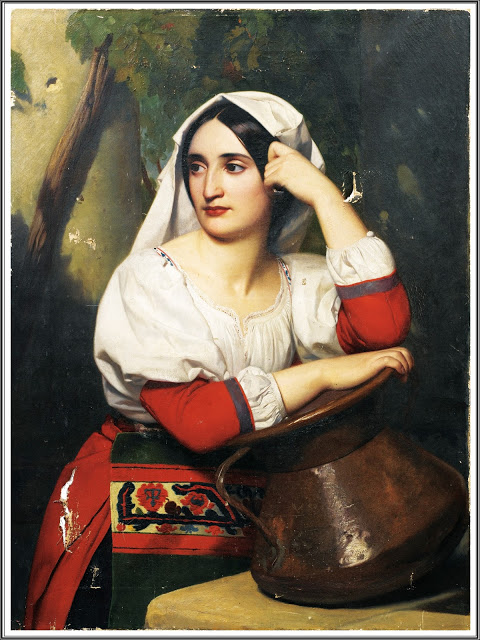
«Молодая итальянка у фонтана»
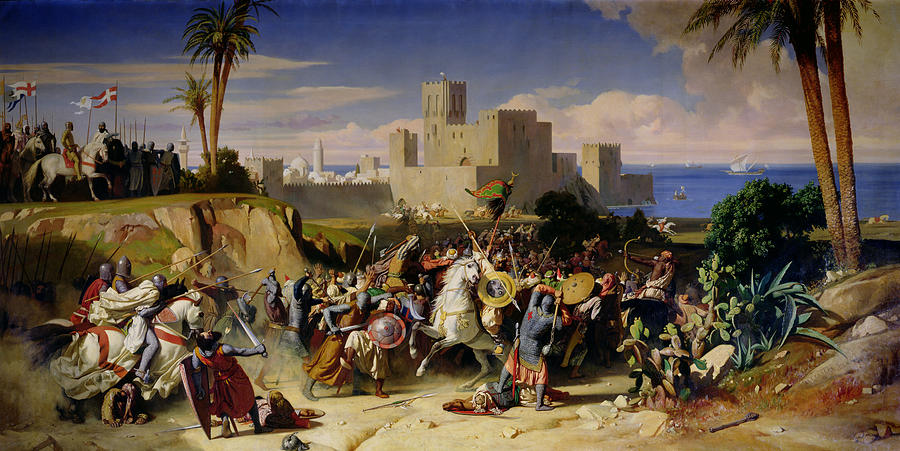
«Штурм Бейрута Амори II в 1197 году»